# Jacques Brel
Jacques Romain Georges Brel (Schaarbeek, 8 april 1929 – Bobigny, 9 oktober 1978) was een Belgische zanger, componist en tekstschrijver die begin jaren zestig uitgroeide tot een internationale beroemdheid. Na zijn afscheid van het podium in 1967 was hij enige tijd actief als filmacteur en regisseur. Tijdens het belangrijkste deel van zijn carrière werkte hij intensief samen met de componisten François Rauber en Gérard Jouannest. De in Brussel wonende Brel beschouwde zichzelf als Franstalige Vlaming.

## Afkomst van Jacques Brel
De overgrootvader van Brel, Jean-Augustin Brel, was vanaf 1833 burgemeester van het Vlaamse Zandvoorde (nu een deelgemeente van Zonnebeke). Als lid van de gegoede burgerij sprak hij, haast vanzelfsprekend, Frans.
De vader van Brel, Romain Brel (6 februari 1883 – 8 januari 1964) vertrok in 1911 naar Congo, werkend voor een handelsfirma. Op 3 december 1921 trouwde hij in Brussel met Elisabeth Van Adorp (14 februari 1896 – 7 maart 1964). Ze vestigden zich samen in Congo, waar op 13 augustus 1922 de tweeling Pierre en Nelly werd geboren. In januari 1923 overleden beide kinderen aan tyfus. Op 19 oktober 1923 werd een zoon geboren die (eveneens) de naam Pierre kreeg. In 1926 keerden de Brels definitief terug naar Brussel. Ze vestigden zich in de buitenwijk Schaarbeek, waar in 1929 Jacques werd geboren. Vader Romain Brel verliet in 1931 de import-export en werd vennoot in de Brusselse kartonfabriek die in 1921 door zijn schoonbroer, Armand Vanneste, was opgericht. Het bedrijf werd omgedoopt in Vanneste & Brel.
Moeder Elisabeth Brel, door Brel steevast "Mouky" genoemd (een Franse bastaardspelling van het Nederlandse moeke, koosnaam voor moeder), was erg gelovig. Ze hield van acteren en zingen en schreef af en toe liedjes. Vader Romain Brel was een niet-praktiserend katholiek met een liberale politieke overtuiging. Op zijn twaalfde leerde Jacques Nederlands. Het bekrompen bourgeoismilieu waartegen Brel zich later in zijn chansons afzette, was volgens tijdgenoten dan ook niet zozeer gebaseerd op het gezin waarin hijzelf opgroeide, maar veel meer op bijvoorbeeld de familie Vanneste, die Brel van zeer nabij kende. In zijn lied Mon enfance (1967) beschreef Brel zijn kindertijd. Ook zong hij hier over zijn volgevreten ooms, die hem naar eigen zeggen zijn jeugd ontstolen hadden.

## Levensloop

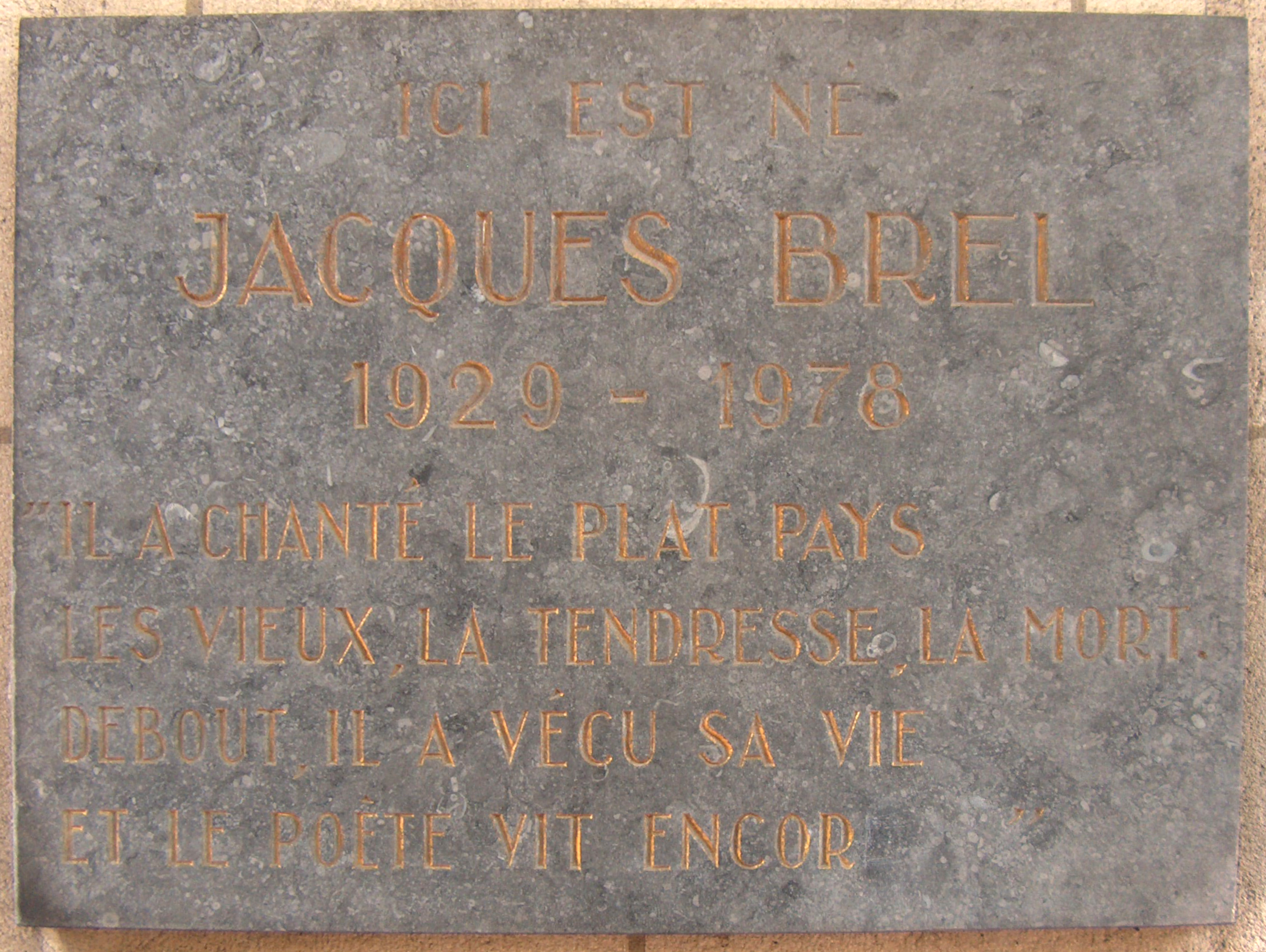
Herdenkingstegel op de gevel van zijn geboortehuis:
"Hier is geboren Jacques Brel, 1929-1978, hij heeft gezongen over het vlakke land, over ouderdom, tederheid en de dood. Rechtopstaand leefde hij zijn leven en de dichter leeft nog steeds”

### Jeugdjaren
Brel groeide op in een burgerlijk milieu. Aanvankelijk wees alles erop dat hij zijn vader later zou opvolgen als fabrieksdirecteur. Na het verlaten van de middelbare school werkte hij vier jaar lang bij de kartonfabriek Vanneste & Brel, waarin zijn vader medevennoot was. Bij de humanistisch-katholieke jeugdbeweging Franche Cordée legde hij zich intussen toe op zang en toneelspel. Hij ontmoette er ook Thérèse Michielsen ('Miche'), met wie hij op 1 juni 1950 trouwde. Het paar kreeg drie dochters: Chantal (1951-1999), France (1953) en Isabelle (1958). Thérèse overleed in 2020 op 93-jarige leeftijd.

### Eerste stappen als chansonnier
Ondertussen schreef Brel liedjes en gedichten. In 1952 begon hij onder de hoede van Angèle Guller voorzichtig aan een carrière als chansonnier. Hij trad op in haar radioprogramma, gaf optredens en maakte in 1953 een 78 toerenplaat met de, vergeleken met zijn latere repertoire, brave liedjes La Foire en Il y a. Een jaar later werd het duidelijk dat Brel geen fabrieksdirecteur zou worden maar chansonnier: hij vertrok naar Parijs, waar hij met wisselend succes zijn werk aan de man bracht. Hij liet zijn visitekaartje achter bij de Franstalige radio in de vaste veronderstelling dat die zijn liedjes zou promoten. Maar de chansons van Brel spraken er niemand aan.

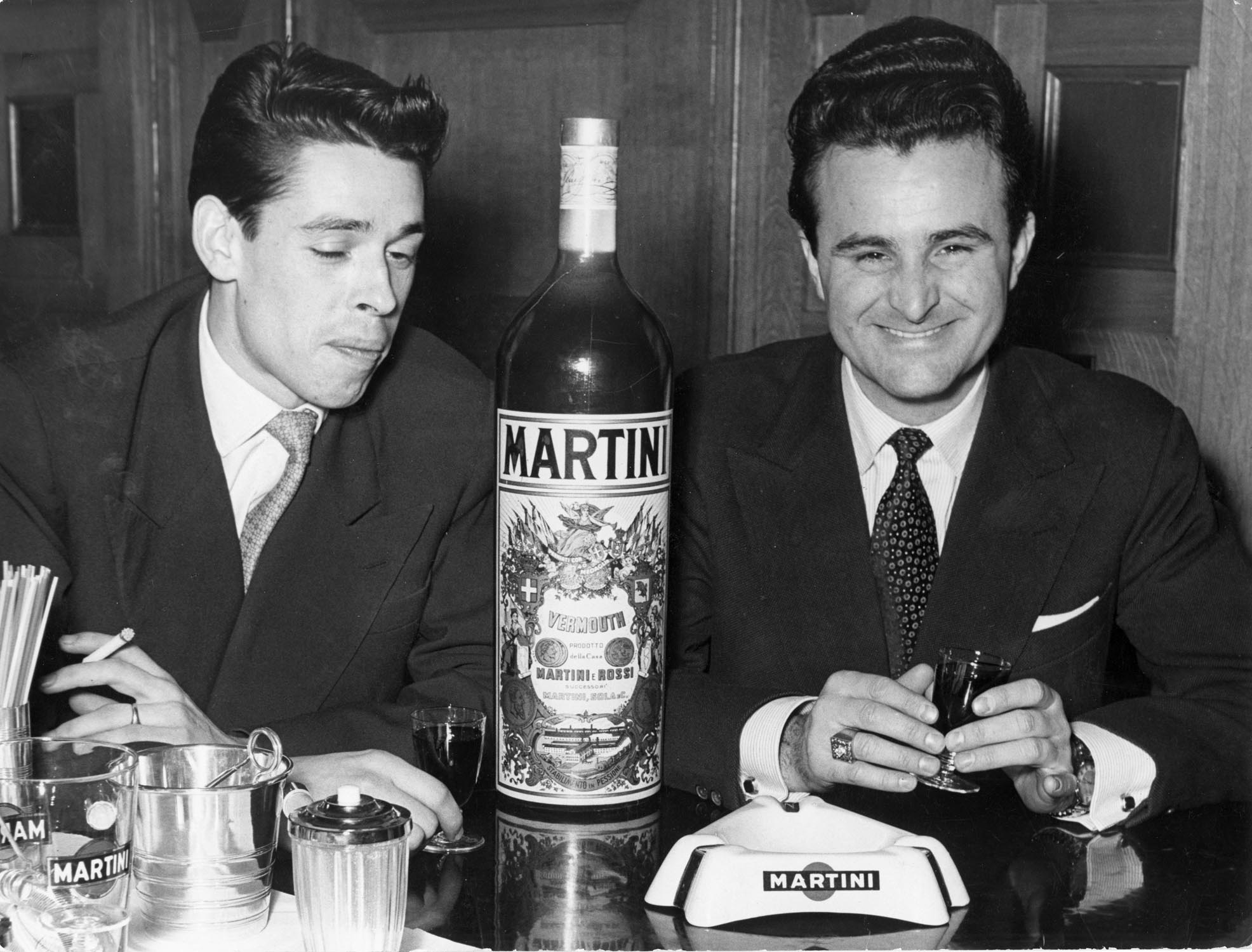
Brel (links) met Bobbejaan Schoepen in 1955

Wie wel ontroerd werd door het werk van Brel, was Jef Claessen van Omroep Limburg. Claessen was presentator en later directeur van BRT2 Omroep Limburg. Hij haalde Brel naar Hasselt waar hij hem in diverse uitzendingen live liet zingen. Hij nam er ook Brels volledige repertoire op plaat op. Zijn Vlaamse entree was in augustus 1953, toen Brel voor het eerst op de radio te horen was, dankzij Claessen. Later trok zijn plaat ook de aandacht van onder meer Jacques Canetti; die liet hem een paar keer in zijn cabaret Les Trois Baudets optreden.
Brels verrichtingen werden met wisselend enthousiasme ontvangen, maar waren in ieder geval succesvol genoeg om in 1954 zijn gezin over te laten komen. In datzelfde jaar ontmoette hij Georges Pasquier ("Jojo"), die zijn boezemvriend zou blijven. Uit dezelfde periode stammen de eerste contacten met pianist/arrangeur/orkestleider François Rauber en pianist Gérard Jouannest, die Brel tijdens de rest van zijn muzikale carrière terzijde zouden staan. Rauber verzorgde de muzikale omlijsting op Brels grammofoonplaten terwijl Jouannest de vaste begeleider op het podium was. Beiden staan te boek als coauteur van diverse chansons. Later voegde accordeonist Jean Corti zich bij deze kern van begeleiders van Brel.
In 1955 stond Brel aan de vooravond van zijn doorbraak. In de Brusselse Ancienne Belgique verzorgde hij een week lang het voorprogramma van Bobbejaan Schoepen.

### Doorbraak
In 1956 beleefde Brel zijn doorbraak met het succesvolle plaatje Quand on n'a que l'amour. Brel was vanaf dat moment erkend artiest. Dat de kwaliteit van zijn gezinsleven er intussen niet op vooruitging, bleek toen Miche in 1958 besloot om met de kinderen weer in Brussel te gaan wonen. Miche en Brel leidden van dan af gescheiden levens, maar de relatie werd nooit definitief verbroken. Brel bleef kostwinner en speelde incidenteel de rol van huisvader. Dat hij er vele minnaressen op na hield, was een publiek geheim.
Vanaf de late jaren vijftig werd het werk van Brel grimmiger. Tijdgenoten meldden dat het vooral Pasquier was die Brel inspireerde om zijn katholiek-humanistische levensvisie te verruilen voor een wereldbeeld waarin de mens in de eerste plaats een strijder is. Gekoppeld aan de muzikale vakkunst van Jouannest en Rauber leverde dit een vernieuwde Brel op: in Les Flamandes uit 1959 trekt hij van leer tegen de hypocriete burgerlijke moraal die hij uit zijn jeugd kende; in Ne me quitte pas (1959) lijkt de liefde meer pijn dan goed te doen en La mort (1960) is het eerste uit een reeks chansons van Brel over de dood. Het zijn drie thema's die vanaf dat moment voortdurend opduiken in Brels teksten. Hij verwierf een serieuzer, literair imago, en joeg luisteraars tegen zich in het harnas die Quand on n'a que l'amour misschien wel konden waarderen.

### Brel als vedette

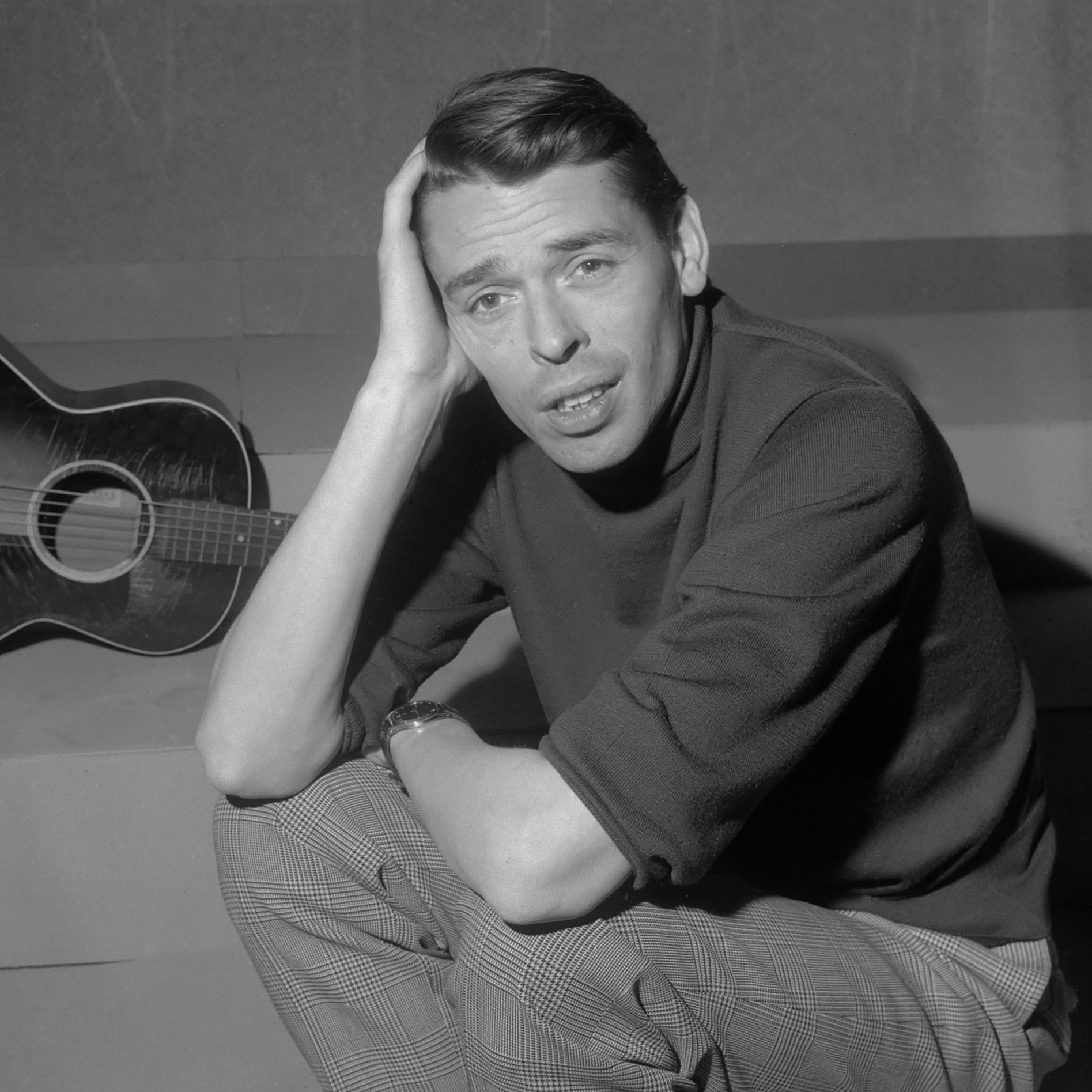
Jacques Brel (1962)

Het succes was er in ieder geval niet minder om. In de periode tot 1967 leidde Brel een hectisch bestaan waarin het niveau van zijn liedjes en optredens onveranderd hoog bleef. Tijdens zijn concerten verschoof het accent: was Brel aanvankelijk een cabareteske hofnar die af en toe een gevoelig liedje zong, naarmate de jaren vorderden speelde hij de rol van gedoemd dichter, die op het podium zijn persoonlijke pijn voor het voetlicht bracht. De intense manier waarop hij zijn chansons de zaal in spuugde, oogstte zelfs bewondering in landen waar de Franse taal traditioneel een onneembare hindernis vormt: in 1965 trad Brel op in Moskou en in de Carnegie Hall in New York.
In interviews, waar hij zich aanvankelijk met beleefde grapjes van afmaakte, gaf Brel zich in de loop van de tijd steeds vaker over aan tobberig gefilosofeer over zijn door de volwassenen geroofde jeugd en de waarde van het najagen van, desnoods stompzinnige, dromen. Dergelijke ontboezemingen werden meestal snel gevolgd door een relativerend grapje, want, hield Brel vol, het leven is uiteindelijk oninteressant en niet serieus te nemen.
Naast een intens tourschema van gemiddeld 300 optredens per jaar hield Brel er al die jaren een intens drink- en rookschema op na. Zijn nachtrust bestond uit hazenslaapjes en hij verloor tijdens een optreden naar eigen zeggen in een klein uur ruim een halve kilo aan lichaamsgewicht. Het wekte geen verbazing dat hij op 16 mei 1967 zijn laatste concert gaf. Als reden voor zijn afscheid gaf hij op dat hij bang was om zijn artistieke scherpte te verliezen. Ook wilde hij meer tijd vrijmaken voor "andere dingen". Daarnaast deden er geruchten de ronde dat Brel om gezondheidsredenen met optreden stopte. De titel van een Amerikaanse off-Broadwaymusical die vanaf 22 januari 1968 een belangrijke impuls aan Brels bekendheid in de Engelstalige wereld gaf, is in dit verband dan ook enigszins wrang: Jacques Brel is alive and well and living in Paris.
Op 6 januari 1969 gaf Brel in Parijs, samen met twee andere grote chansonniers van die tijd, Georges Brassens en Léo Ferré, tijdens een radio-uitzending een uitgebreid interview. Naar aanleiding van dit rondetafelgesprek werd in 2003 door uitgeverij Paroles Vives het biografisch essay Brassens, Brel, Ferré – Trois voix pour chanter l'amour uitgegeven. Als eerbetoon aan dit roemrijke trio bracht Universal Music France in 2010 nog de drievoudige cd-box Trois poètes, Brel Brassens Ferré (met in totaal 54 liedjes van de drie artiesten) op de markt.

### Brel als acteur
Brel ging het vanaf 1967 rustig aan doen. In zijn geval betekende dat: Don Quichot spelen in een door hemzelf geregisseerde musical (L'Homme de La Mancha) en een filmcarrière beginnen.
Hoewel zijn verrichtingen als filmacteur welwillend werden ontvangen, behaalde hij op dat gebied niet het enorme succes dat hem als zanger ten deel viel. De twee films die hij zelf regisseerde waren flops en Brel moest concluderen dat het najagen van deze droom in een mislukking was geëindigd. Ook de kindertheatervoorstelling Voyage sur la lune had niet het gewenste resultaat. Brel en Rauber leverden de liedjes voor deze musical, maar bliezen de voorstellingen vlak voor de geplande première in 1970 af, omdat ze het werk van regisseur Jean-Marc Landier ondermaats vonden.
Minder artistieke bezigheden genoten na 1967 Brels aandacht: hij behaalde zijn vlieg- en zeilbrevet en bevoer samen met minnares Maddly Bamy op het zeiljacht Askoy II de Atlantische en Stille Oceaan. Uiteindelijk belandde het paar op het Frans-Polynesische eiland Hiva Oa, deel van de Marquesaseilanden in de Stille Oceaan.

### Afscheid

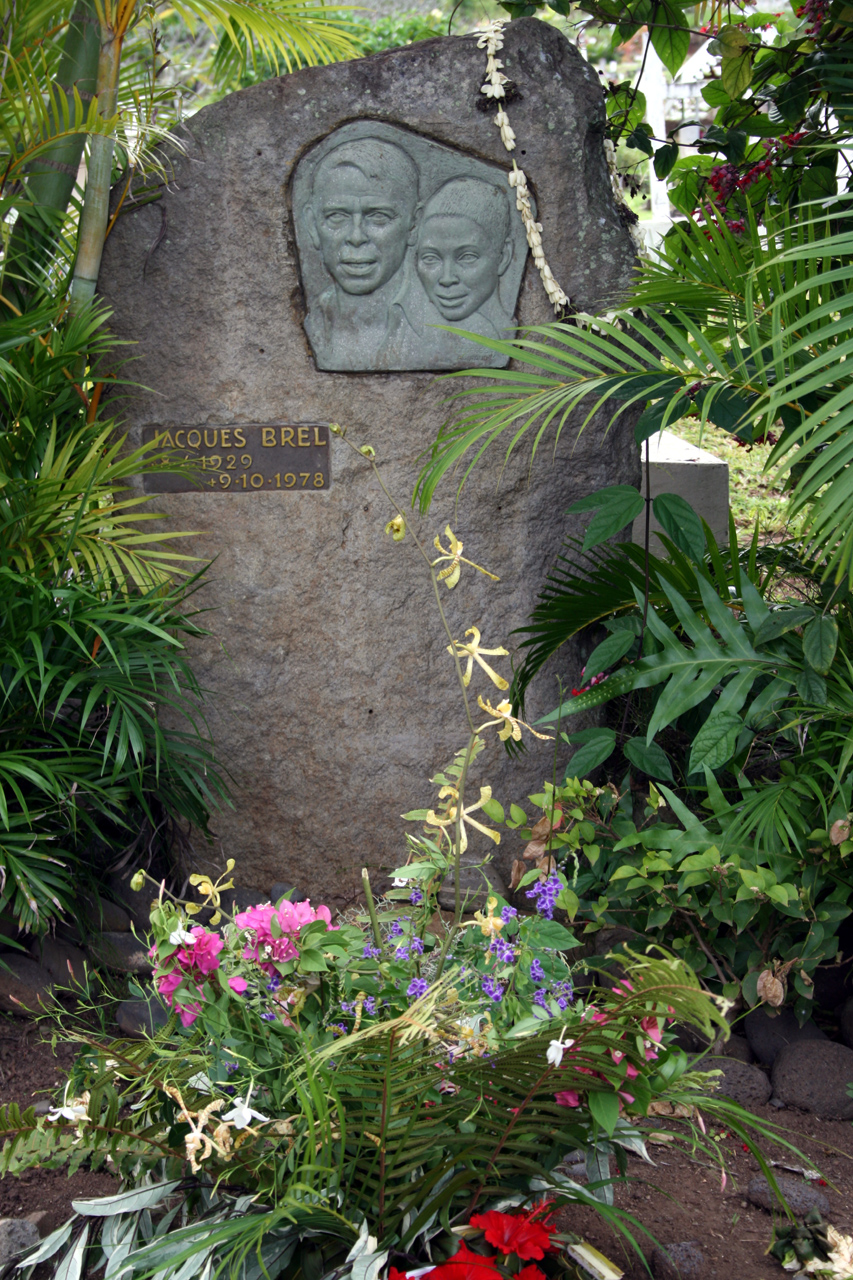
Het graf van Jacques Brel te Atuona (Hiva Oa, Marquesaseilanden)

Toen bij Brel in 1974 longkanker werd geconstateerd, vestigde hij zich definitief op Hiva Oa. Met het tweemotorige vliegtuigje Jojo (genoemd naar zijn kort tevoren overleden vriend) verleende hij hand-en-spandiensten aan de lokale bevolking. Hij reisde nu en dan naar Europa voor een medische behandeling (in 1974 werd in Brussel een deel van zijn linkerlong verwijderd) alsook voor het opnemen van zijn dertiende en meteen laatste lp, getiteld Les Marquises.
Het studioalbum Les Marquises (ook wel bekend onder de titel Brel), geproduceerd door het Franse Barclay Records, kwam uit op 17 november 1977. Het was de eerste volwaardige en volgens critici artistiek hoogstaande plaat van Brel in bijna tien jaar. Ook commercieel kende de plaat een groot succes. Op de dag van verschijnen werden er meteen 650.000 exemplaren van verkocht. In totaal zouden er meer dan twee miljoen albums over de toonbank gaan.
Kort na het uitkomen van de plaat keerde Brel weer terug naar Hiva Oa, waar hij tot de zomer van 1978 samen met Maddly verbleef. Een snel verslechterende gezondheidstoestand dwong hem de laatste drie maanden van zijn leven in Frankrijk door te brengen. Op 9 oktober 1978 overleed hij aan een longembolie in het Avicennaziekenhuis in Bobigny nabij Parijs. Hij werd begraven op het kerkhof van Atuona op Hiva Oa, niet ver van het graf van Paul Gauguin.

### Albums (selectie)

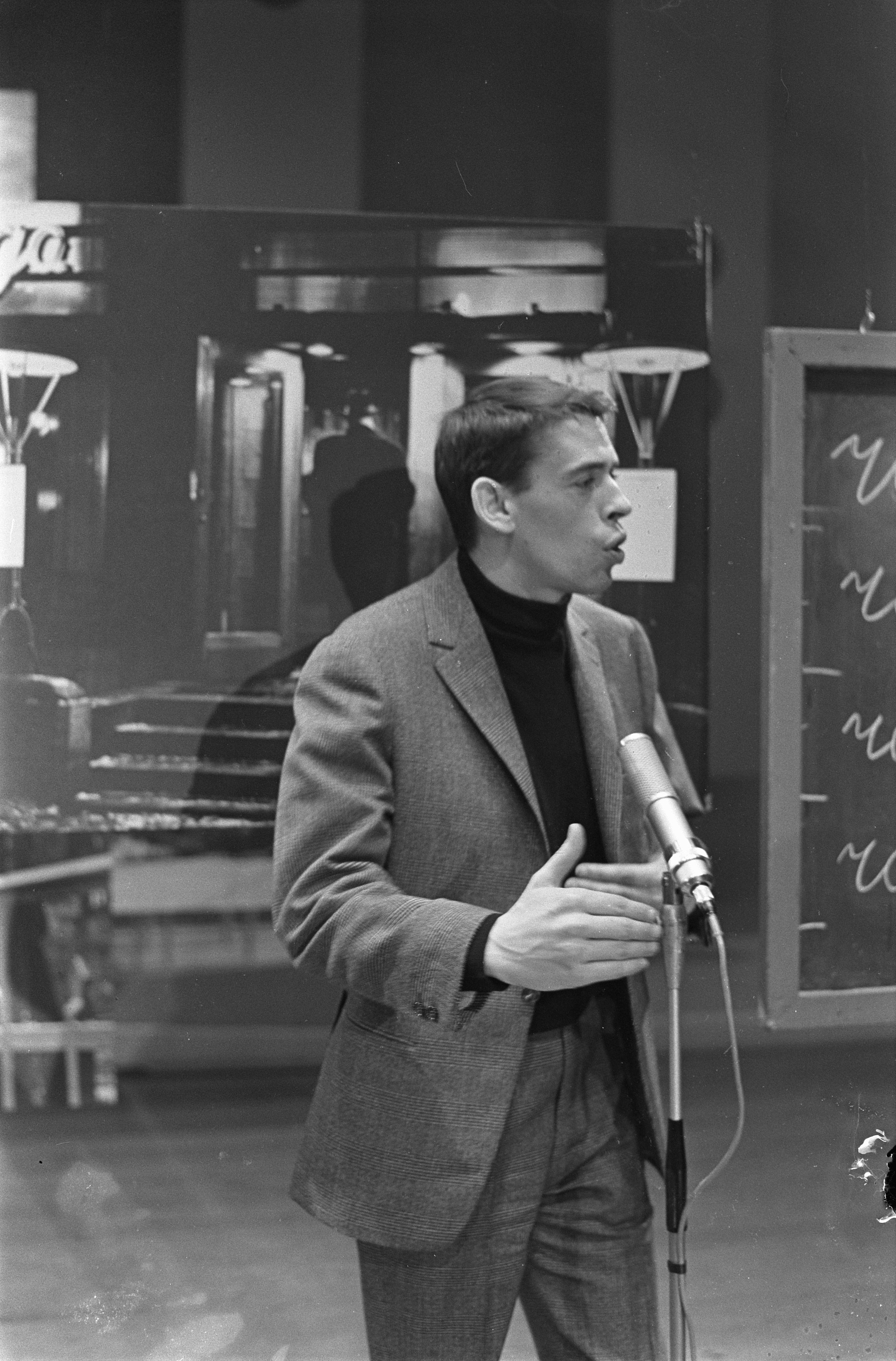
Brel tijdens de opname in Amsterdam, 1963